# 1 Samuel 6
1 Samuel 6 es el sexto capítulo del Primer Libro de Samuel en el Antiguo Testamento de la Biblia cristiana  o la primera parte de los Libros de Samuel en la Biblia hebrea. Según la tradición judía, el libro se atribuyó al profeta Samuel, con adiciones de los profetas Gad y Natán, pero muchos eruditos modernos lo ven como una composición de varios textos independientes de diversas épocas, desde el 630-540 a. C. aproximadamente.  Este capítulo describe cómo los filisteos devolvieron el Arca de la Alianza a Israel, una parte de la «Narrativa del Arca» (1 Samuel 4:1-7:1) dentro de una sección sobre la vida de Samuel (1 Samuel 1:1-7:17).

## Texto
Este capítulo fue escrito originalmente en el idioma hebreo. Está dividido en 12 versículos.

### Testigos textuales
Algunos manuscritos antiguos que contienen el texto de este capítulo en hebreo son de la tradición del Texto Masorético, que incluye el Códice de Jerusalén (895), el Códice de Alepo (siglo X) y el Códice de Leningrado (1008). Se encontraron fragmentos que contienen partes de este capítulo en hebreo entre los Rollos del Mar Muerto, incluido el 4Q51 (4QSama; 100-50 a. C.) con los versículos 3-4, 9-10 y 12 existentes.
Entre los manuscritos antiguos existentes de una traducción al griego koiné conocida como la Septuaginta (originalmente realizada en los últimos siglos a. C.) se encuentran el Códice Vaticano (B; {\displaystyle \ ara{G}}B; siglo IV) y el Códice Alejandrino (A; {\displaystyle \ ara{G}}A; siglo V).

## Lugares
- Asdod
- Ascalón
- Beit Shemesh
- Ekron
- Gat
- Gaza
- Quiriat-Jearim

## Período
El acontecimiento de este capítulo ocurrió al final del período de los jueces en Israel, alrededor del 1100 a. C..

## El Arca regresó a Israel (6:1-19)
Los filisteos se dieron cuenta de que el Arca de la Alianza tenía que ser devuelta a Israel para detener las plagas (versículo 2, cf. 1 Samuel 5:11), por lo que consultaron a sus sacerdotes y adivinos para evitar una mayor humillación (versículos 1-9). En el versículo 3 se plantearon dos cuestiones:
1. ¿Cuál era la ofrenda adecuada para acompañar al arca?
2. ¿Fue realmente YHWH quien los había humillado?[14]

La respuesta a la primera preocupación es enviar regalos (cf. Éxodo 3:21) en función de su valor («oro»), correspondientes a las víctimas («cinco» por los cinco señores de los filisteos) y representando las plagas («tumores» y «ratones»). Los regalos se llaman «ofrenda de culpa (ašām), que tiene una doble función: como sacrificio para asegurar que YHWH «aliviaría su mano» y como tributo compensatorio a YHWH. Aprendieron de la tradición del Éxodo «a no ser obstinados e impedir el regreso del arca» (versículo 6).

### Versículo 1
Y el arca del Señor estuvo en la tierra de los filisteos siete meses.
- «En el campo»: o «en el campo»[16] denotando un lugar al aire libre, porque aparentemente ninguna de las ciudades filisteas se atrevió a albergar el arca y la gente pensó que los libraría de su calamidad.[17] Sin embargo, Targum afirma «en las ciudades de los filisteos», es decir, de una ciudad a otra.[17]
- «Filisteos»: un grupo de personas procedentes de la zona nororiental del Mediterráneo (que incluye la isla de Creta; cf. Amós 9:7) y que entraron en «Palestina» (que deriva de «filisteo») alrededor del 1200 a. C.[18]
- «Siete meses»: el arca fue devuelta durante la cosecha de trigo (1 Samuel 6:13), por lo que las batallas entre Israel y los filisteos que llevaron a la captura del arca ocurrieron a finales de otoño o principios de invierno. Josephus afirma que el arca estuvo con los filisteos solo cuatro meses.[19]

### Versículo 5
Por tanto, haréis imágenes de vuestros tumores y de vuestros ratones que asolan la tierra. Y daréis gloria al Dios de Israel. Quizás Él alivie su mano de vosotros, incluso de vuestros dioses y de vuestra tierra.
- «Tumores» (KJV: hemorroides): o «hemorroides sangrantes», o más probablemente «forúnculos».[21] La mención de «ratones» junto con «tumores» indica que el brote (cf. 1 Samuel 5:6) podría ser peste bubónica.[22]

## El Arca en Quiriat Jearim (6:20-21)
Al igual que ocurrió con los filisteos, el arca causó plagas a los israelitas cuando no le mostraron el debido respeto, por lo que el arca fue trasladada de Bet-semes a Quiriat-jearim («ciudad de los bosques»), probablemente debido a su anterior conexión con el culto a Baal (cf. «ciudad de Baal», Josué 18:14, y «Baalá», Josué 15:9, 10). El custodio de la ciudad era Eleazar, hijo de Abinadab, ambos tenían nombres que aparecen a menudo en las listas levíticas.

### Versículo 21
«Y enviaron mensajeros a los habitantes de Quiriat Jearim, diciendo: «Los filisteos han devuelto el arca del Señor. Bajad y lleváosla».»
- «Quiriat-Jearim»: ahora identificado con Deir el-Azar (Tel Qiryat Yearim),[24][25] un lugar cerca de Abu Ghos h en una colina a unos 11 kilómetros al oeste de Jerusalén.[26]

### Comentarios sobre Samuel
- Auld, Graeme (2003). «1 & 2 Samuel».  En James D. G. Dunn and John William Rogerson, ed. Eerdmans Commentary on the Bible. Eerdmans. ISBN 9780802837110.
- Bergen, David T. (1996). 1, 2 Samuel. B&H Publishing Group. ISBN 9780805401073.
- Gordon, Robert P. (1999). I & II Samuel, A Commentary. Zondervan. ISBN 978-0310230229.
- Hertzberg, Hans Wilhelm (1964). I & II Samuel, A Commentary (trans. from German 2nd edition 1960 edición). Westminster John Knox Press. p. 19. ISBN 978-0664223182.
- Tsumura, David Toshio (2007). The First Book of Samuel. Eerdmans. ISBN 9780802823595.

### General
- Breytenbach, Andries (2000). «Who Is Behind The Samuel Narrative?».  En Johannes Cornelis de Moor and H.F. Van Rooy, ed. Past, Present, Future: the Deuteronomistic History and the Prophets. Brill. ISBN 9789004118713.
- Coogan, Michael David (2007).  Coogan, Michael David; Brettler, Marc Zvi; Newsom, Carol Ann et al., eds. The New Oxford Annotated Bible with the Apocryphal/Deuterocanonical Books: New Revised Standard Version, Issue 48 (Augmented 3rd edición). Oxford University Press. ISBN 978-0195288810.
- Fitzmyer, Joseph A. (2008). A Guide to the Dead Sea Scrolls and Related Literature. Grand Rapids, MI: William B. Eerdmans Publishing Company. ISBN 9780802862419.
- Halley, Henry H. (1965). Halley's Bible Handbook: an abbreviated Bible commentary (24th (revised) edición). Zondervan Publishing House. ISBN 0-310-25720-4. (requiere registro).
- Hayes, Christine (2015). Introduction to the Bible. Yale University Press. ISBN 978-0300188271.
- Jones, Gwilym H. (2007). «12. 1 and 2 Samuel».  En Barton, John; Muddiman, John, eds. The Oxford Bible Commentary (first (paperback) edición). Oxford University Press. pp. 196-232. ISBN 978-0199277186. Consultado el 6 de febrero de 2019.
- Klein, R.W. (2003). «Samuel, books of».  En Bromiley, Geoffrey W, ed. The International Standard Bible Encyclopedia. Eerdmans. ISBN 9780802837844.
- Knight, Douglas A (1995). «Chapter 4 Deuteronomy and the Deuteronomists».  En James Luther Mays, David L. Petersen and Kent Harold Richards, ed. Old Testament Interpretation. T&T Clark. p. 62. ISBN 9780567292896.
- Ulrich, Eugene, ed. (2010). The Biblical Qumran Scrolls: Transcriptions and Textual Variants. Brill.
- Würthwein, Ernst (1995). The Text of the Old Testament. Grand Rapids, MI: Wm. B. Eerdmans. ISBN 0-8028-0788-7. Consultado el 26 de enero de 2019.